# Copa de Clubes de la CECAFA 1985
La Copa de Clubes de la CECAFA 1985 fue la duodécima edición de este torneo de fútbol a nivel de clubes de África organizado por la CECAFA y que contó con la participación de 10 equipos representantes de África Oriental, África Central y África del Sur.
El Gor Mahia de Kenia venció al tricampeón defensor AFC Leopards en la final disputada en Sudán para ganar el título por tercera ocasión y la séptima de manera consecutiva para los representantes de Kenia.

## Fase de grupos

### Grupo A
| Gor Mahia            | 1-1 | Simba SC             |
| Gor Mahia            | 3-0 | Limbe Leaf Wanderers |
| Gor Mahia            | 3-1 | Al-Hilal Omdurmán    |
| Gor Mahia            | 1-1 | Nakivubo Villa       |
| Simba SC             | 1-3 | Limbe Leaf Wanderers |
| Simba SC             | 2-0 | Al-Hilal Omdurmán    |
| Simba SC             | 4-1 | Nakivubo Villa       |
| Limbe Leaf Wanderers | 0-0 | Al-Hilal Omdurmán    |
| Limbe Leaf Wanderers | 1-0 | Nakivubo Villa       |
| Al-Hilal Omdurmán    | 1-0 | Nakivubo Villa       |

| Club                 | G | E | P | GF | GC | Pts |
| -------------------- | - | - | - | -- | -- | --- |
| Gor Mahia            | 2 | 2 | 0 | 8  | 3  | 6   |
| Simba SC             | 2 | 1 | 1 | 8  | 5  | 5   |
| Limbe Leaf Wanderers | 2 | 1 | 1 | 4  | 4  | 5   |
| Al-Hilal Omdurmán    | 1 | 1 | 2 | 2  | 5  | 3   |
| Nakivubo Villa       | 0 | 1 | 3 | 2  | 7  | 1   |

### Grupo B
| AFC Leopards         | 1-0 | Al-Merreikh Omdurmán |
| AFC Leopards         | 2-1 | KMKM                 |
| AFC Leopards         | 4-0 | Nkana Red Devils     |
| AFC Leopards         | 5-0 | Marine Club          |
| Al-Merreikh Omdurmán | 3-0 | KMKM                 |
| Al-Merreikh Omdurmán | 0-0 | Nkana Red Devils     |
| Al-Merreikh Omdurmán | 3-0 | Marine Club          |
| KMKM                 | 1-0 | Nkana Red Devils     |
| KMKM                 | 2-0 | Marine Club          |
| Nkana Red Devils     | 4-0 | Marine Club          |

| Club                 | G | E | P | GF | GC | Pts |
| -------------------- | - | - | - | -- | -- | --- |
| AFC Leopards         | 4 | 0 | 0 | 12 | 1  | 8   |
| Al-Merreikh Omdurmán | 2 | 1 | 1 | 6  | 1  | 5   |
| KMKM                 | 2 | 0 | 2 | 4  | 5  | 4   |
| Nkana Red Devils     | 1 | 1 | 2 | 4  | 5  | 3   |
| Marine Club          | 0 | 0 | 4 | 0  | 14 | 0   |

## Semifinales
| Equipo 1     | Resultado  | Equipo 2             |
| ------------ | ---------- | -------------------- |
| Gor Mahia    | 2-1        | Al-Merreikh Omdurmán |
| AFC Leopards | 1-0 (t.e.) | Simba SC             |

## Tercer Lugar
| Equipo 1             | Resultado  | Equipo 2 |
| -------------------- | ---------- | -------- |
| Al-Merreikh Omdurmán | 2-1 (t.e.) | Simba SC |

## Final
| Equipo 1  | Resultado | Equipo 2     |
| --------- | --------- | ------------ |
| Gor Mahia | 2-0       | AFC Leopards |

## Campeón
| Coap de Clubes de la CECAFA 1985 |
| -------------------------------- |
| Bandera de Kenia                 |
| Gor Mahia 3º Título              |